# Brusnycia
Brusnycia (ukr. Брусниця) – wieś na Ukrainie, w obwodzie czerniowieckim, w rejonie wyżnickim, siedziba hromady. W 2001 liczyła 1987 mieszkańców, spośród których 1973 wskazało jako ojczysty język ukraiński, 11 rosyjski, 2 mołdawski, a 1 rumuński.